# Maggiolo
Maggiolo es una localidad del departamento General López, provincia de Santa Fe, Argentina. Su acceso se ubica sobre el km 393 de la Ruta Nacional 8, a 35 km de la ciudad de Venado Tuerto y a 9 km del límite con la provincia de Córdoba.

## Geografía

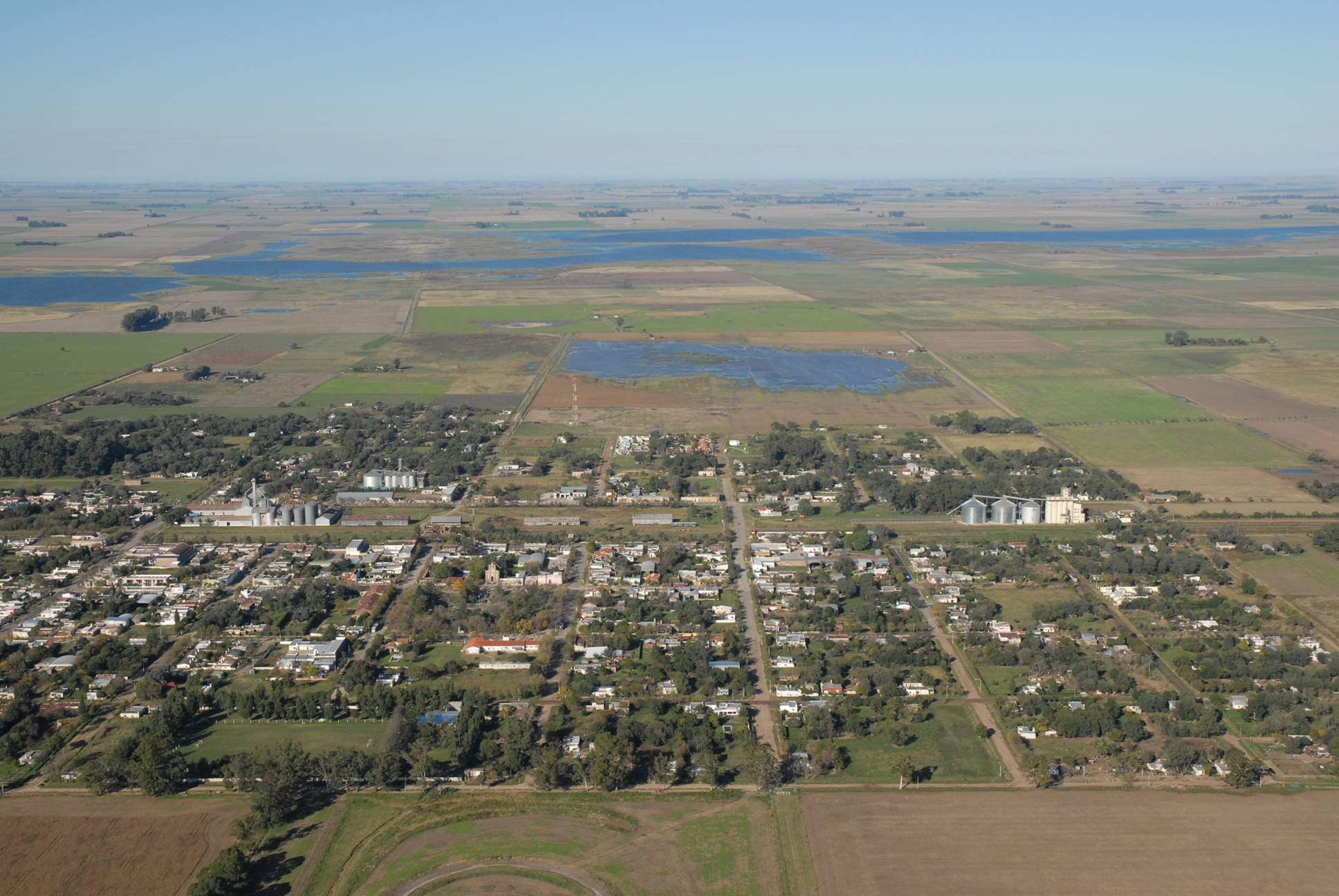
Vista aérea de la localidad de Maggiolo

El distrito Maggiolo se encuentra en la extensa llanura pampeana, por lo que el relieve no presenta elevaciones, siendo la altitud unos 112 metros, pertenece a la ecorregión “pampa ondulada”.
El clima es templado húmedo, con temperaturas moderadas y precipitaciones abundantes y distribuidas a lo largo de todo el año. Durante el verano los vientos predominan de dirección norte por influencia del anticiclón del Atlántico Sur, y durante el invierno predominan del sector sur, por influencia anticiclón del Pacífico Sur. Las nevadas son poco frecuentes. Se registraron dos episodios en 1973 y en 2007. Maggiolo no presenta cursos de agua. Existen en el distrito zonas de lagunas que reciben nombres locales, como laguna de Rooney o laguna de Coll, recordando a los dueños de los campos en los que se encuentran las aguas. La flora local es exigua ya que el bioma de la pradera ha sido transformado para dedicar las tierras a las actividades agropecuarias. Entre las especies vegetales se destacan ombúes, totoras, cortaderas, entre otras. La fauna está compuesta por distintas especies de aves: chimangos, perdices, chajaces, teros, lechuzas, gallaretas, entre otras. Entre los batracios se destacan sapos y ranas. Lagartos overos (conocidos como iguanas) conforman el grupo de los reptiles. Entre los mamíferos se cuentan: zorros, pumas, liebres, peludos, mulitas, zorrinos, vizcachas, comadrejas, entre otros.

## Agricultura y ganadería local
La agricultura ha sufrido un fuerte cambio de rumbo en las últimas décadas, a partir de 1960, comenzó un crecimiento en relación con la ganadería, a raíz de la mecanización de las tareas agrícolas especialmente por la difusión del tractor, que permite obtener mayor productividad; este proceso se llama agriculturización extrema con alta incidencia del monocultivo soja o trigo-soja  Aunque también se alterna maíz y cebada.
El trabajo del suelo siguió el modelo agrícola, cambiando la labranza por la siembra directa. También se introduce la aplicación de fitosanitarios químicos con las consecuencias de las zona periurbana y de establecimientos educativos rurales y se hizo necesaria la sanción de ordenanza para su legislación, ya que los aplicadores terrestres viven en la localidad.
Otra actividad que acompaña a esta es transportistas camiones que llevan los granos de campo-silos o silos-puerto. Hay tres centros de camioneros organizados.
Los granos suelen depositarse, almacenarse en grandes silos que era la Antigua Junta nacional de granos  actualmente AFA (Agricultores Federados Argentinos, que también cuenta con servicio de secado.
La práctica ganadera también no quedó fuera de los cambios y fue desplazada por ese proceso de agriculturización, pero aún sigue siendo un importante aspecto económico.
La cría a campo de raza Aberdeen Angus y Hereford productoras de carne continua en algunos establecimientos, y se introduce la crianza-engorde, para exportación y consumo nacional con el sistema Feed Lot (viene hacienda de bajo kilaje y engordan en corral) y sistema de hotelería se ofrece las instalaciones para engorde y se cobra el servicio de estadía.

### Parajes
- Barrio Oeste
- Colonia El Rincón
- Estancia La Helada
- Estancia Los Maizales
- Estancia Los Álamos

### Población
Cuenta con 2,042 habitantes (Indec, 2010), lo que representa un descenso del 3,7% frente a los 2176 habitantes (Indec, 2001) del censo anterior.
| Gráfica de evolución demográfica de Maggiolo entre 1991 y 2010 |
|                                                                |
| Fuente: Censos nacionales del INDEC                            |

## Historia
En 1903 el pueblo de Maggiolo contaba con alrededor  de 600 habitantes y con fecha 27 de abril de 1903, según consta en el Archivo del Ministerio de Gobierno, Sección Agricultura, Leyes y Decretos Tomo 26, se crea la comisión de fomento, siendo su presidente el señor Thomas Wheeler y la primera obra realizada como la más urgente fue la construcción del cementerio, inaugurado un año más tarde.

#### Nómina de autoridades
- 1903 Thomas Wheeler
- 1914-1915 Patricio Boyle
- 1918-1921 Guillermo Boyle
- 1922-1923 Ángel Caprioglio, E Vila y Carlos Luft
- 1924-1925 Vicente Gallo
- 1926 Samuel Archer
- 1927 Florentino Galván, Martín Irrizarri (Comisionado interventor)
- 1928-1929 Pascual Pesse, Carlos Luft (Comisionado interventor)
- 1931 Alejandro López (Comisionado interventor)
- 1932 Alejandro López
- 1933-1938 Alejandro López
- 1939 Juan Carlos Orbegozzo
- 1940-1941 Alejandro López
- 1942-1943 Juan Orbegozzo (Pres. y comisionado interventor)
- 1944-1945 Modesto Brena (Comisionado de la intervención federal)
- 1946 Servando Ferreyra (Secretario de la intervención federal)
- 1947 Servando Ferreyra
- 1948-1951 Andrés de Giovanni
- 1952 Alfredo Wildmer
- 1952-1954 Roque Luciani
- 1955 Roque Luciani (Comisionado interventor)
- 1955 Servando Ferreyra (Encargado interventor), Servando Ferreyra, Rodolfo Basualdo (Comisionado Interventor)
- 1956 Rodolfo Basualdo
- 1957 Rodolfo Basualdo (Comisionado Interventor)
- 1958 Amadeo Bernard
- 1958-1963 José Olivieri
- 1963-1973 Ignacio Moris
- 1973-1976 Mauricio Odasso
- 1976 Rubén Degiovanni
- 1976-1978 Rodolfo Aldasoro (Comisionado interventor)
- 1978-1983 Fernando Marti (Comisionado Interventor)
- 1983-1987 Rodolfo Wolf
- 1987-2003 Daniel Mondino
- 2003-2009 Andrés de Francesco
- 2009-2021 Luis Ángel Valerio
- 2021-2023 Jorgelina Aguirre
- 2023-2025 Juan Fetter

## Entidades educativas
- Escuela primaria N.º 591 José Manuel Estrada
- Escuela primaria N.º 907 Campo El Rincón
- Escuela taller N.º 3133 Brigadier General Estanislao López
- Escuela técnica N.º 682
- Escuela de educación secundaria orientada  N.º 228 Brig. Gral. Estanislao López
- Jardín de infantes N.º 201
- Biblioteca Popular Bernardino Rivadavia
- Jardín Payasín

## Entidades deportivas
- Club Atlético Maggiolo
- Club Sportivo Sarmiento

## Radio y televisión
- Fm Juventud 90.5 MHz(F.1991)
- Fm Pasión 94.7 MHz(F.2008)
- Video Cable Color Maggiolo(F.1989)

## Transporte
El pueblo fue fundado al costado de las vías de la empresa de ferrocarril del Gran Sud de Santa Fe y Córdoba. Posteriormente esta empresa pasó a ser del FC Central Argentino hasta ser estatizado y denominarse Ferrocarril General Bartolomé Mitre.
Excepto la ruta provincial 15, que hace de conexión con la ruta nacional 8 (varios kilómetros al norte), la única manera directa es llegar mediante el tren.
El ramal GM-13 del Ferrocarril General Bartolomé Mitre, la conecta con Venado Tuerto y el este cordobés.

## Personalidades
- Ariel Medri, exfutbolista de River Plate y Talleres de Córdoba
- Paseo de los ciudadanos notables de Maggiolo
- Matías Sánchez actual jugador de inferiores de C.A.I

## Santo patrono
- San Patricio, festividad: 17 de marzo.

## Parroquias
| Diócesis  | Venado Tuerto |
| --------- | ------------- |
| Parroquia | San Patricio  |